# Jean-Cyril Robin
Jean-Cyril Robin (Lannion, 27 d'agost de 1969) va ser un ciclista francès, que fou professional entre 1991 i 2004. En el seu palmarès destaca la medalla de bronze aconseguida al Campionat del Món de Verona de 1989.
Una vegada retirat del ciclisme professional va crear una cursa ciclista, la cyclosportive Jean-Cyril Robin, que té com a finalitat recaptar diners per a la curació de la malaltia de Crohn.

## Palmarès
- 1990
  - 1r als Boucles de la Mayenne
- 1992
  - 1r de la Copa de França de ciclisme
  - 1r al Gran Premi de Rennes
  - 1r al Premi de Trégunc
  - Vencedor d'una etapa del Tour d'Armòrica
- 1993
  - 1r al Tour d'Armòrica i vencedor d'una etapa
- 1995
  - Vencedor d'una etapa dels Quatre dies de Dunkerque
- 1998
  - 1r a Camors
- 1999
  - Vencedor d'una etapa del Tour de Poitou-Charentes
  - Vencedor d'una etapa del Tour Trans-Canada
  - 3r al Campionat del Món
- 2000
  - 1r del Premi de Lleó
- 2003
  - 1r al Critèrium de Lamballe

### Resultats al Tour de França
- 1992. 44è de la classificació general
- 1993. Abandona (11a etapa)
- 1995. 22è de la classificació general
- 1996. Abandona (6a etapa)
- 1997. 15è de la classificació general
- 1998. 6è de la classificació general
- 1999. 52è de la classificació general
- 2000. 19è de la classificació general
- 2001. 56è de la classificació general
- 2002. 32è de la classificació general
- 2004. 47è de la classificació general

### Resultats al Giro d'Itàlia
- 1994. 42è de la classificació general
- 1996. 9è de la classificació general
- 2001. Abandona (14a etapa)

### Resultats a la Volta a Espanya
- 1995. Abandona (8a etapa)
- 1997. Abandona (4a etapa)